# Si vis pacem, para bellum

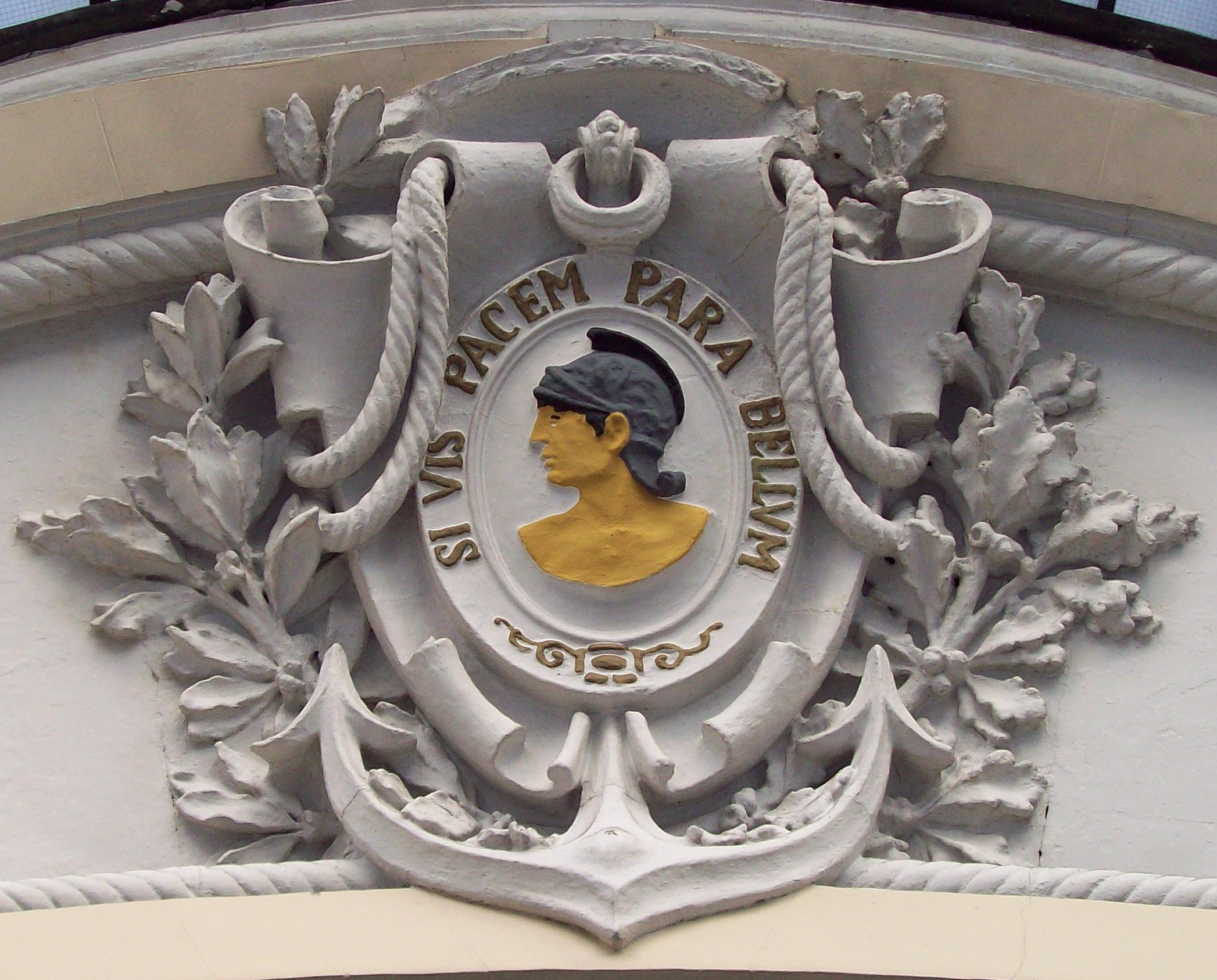
Devise sur le cartouche du Centre culturel des armées à Madrid (Espagne).

Si vis pacem, para bellum (« Si tu veux la paix, prépare la guerre » en français) est une expression latine qui réfère au concept de paix armée.

## Origine
L’origine de cet adage est inconnue. Néanmoins, elle est généralement attribuée à l'auteur romain Végèce (IVe – Ve siècle), dont la phrase « Igitur qui desiderat pacem, praeparet bellum », tirée de Epitoma rei militaris, s'en rapproche beaucoup. La phrase est située dans un extrait qui souligne l'importance d'une bonne préparation des actions militaires, mise en opposition avec la dépendance au hasard ou à la supériorité numérique :

« Ainsi, celui qui désire la paix devrait préparer la guerre. Celui qui désire la victoire devrait entraîner soigneusement ses soldats. Celui qui désire des résultats favorables devrait combattre en se fiant à ses habiletés et non à la chance. »

— Végèce, Epitoma rei militaris,

## Phrases semblables

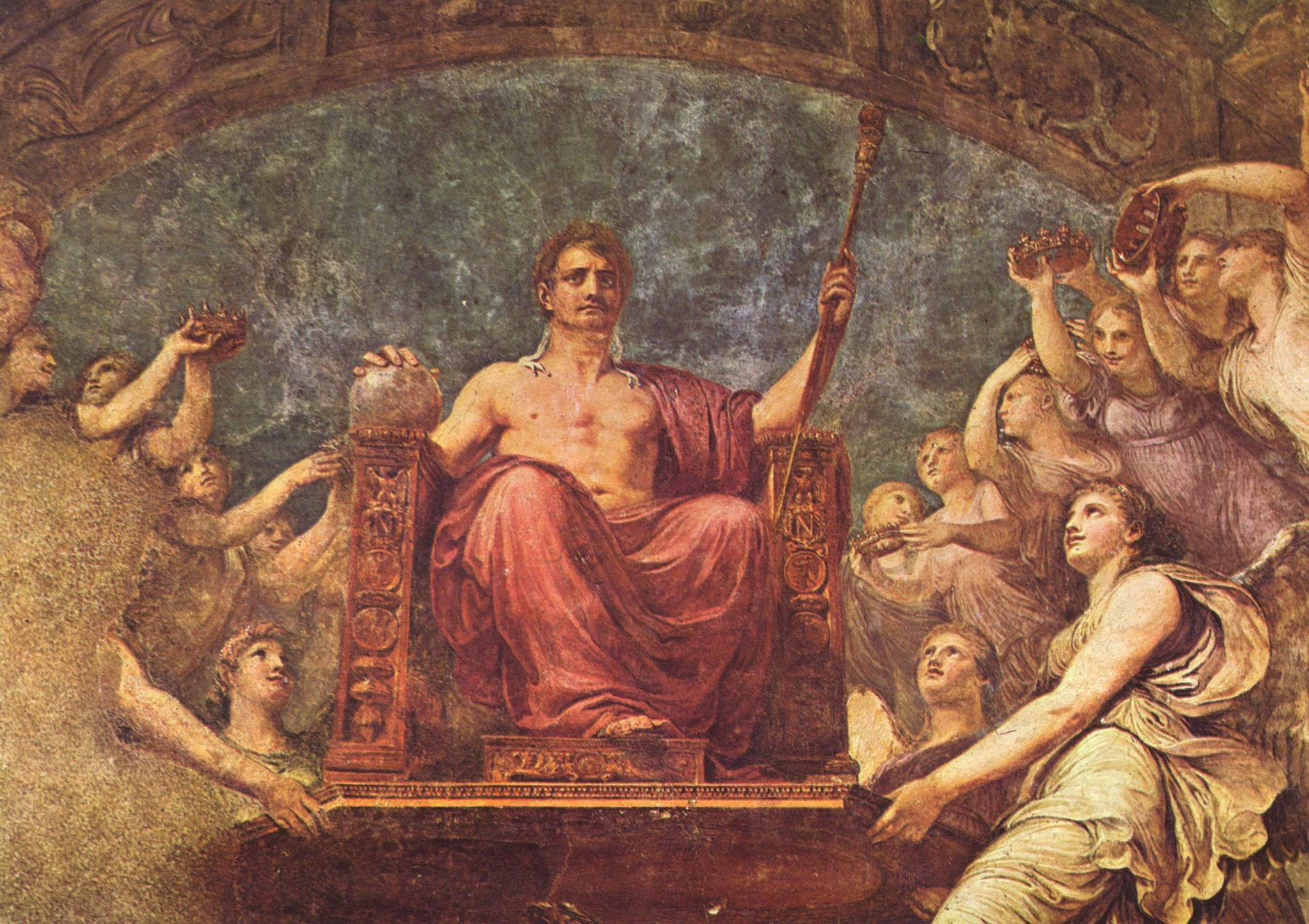
Apothéose de Napoléon d'Andrea Appiani, 1807.

L'adage est fortement utilisé pour exprimer différentes idées dans un grand nombre de langues.

### Si vis bellum para pacem
Faisant référence à la politique extérieure de Napoléon Bonaparte, Louis Antoine Fauvelet de Bourrienne a écrit : « Tout le monde connaît l'adage [...] Si Napoléon avait été une autorité en latin, il l'aurait probablement inversé en Si vis bellum para pacem (« Si tu veux la guerre, prépare la paix »). », signifiant que si vous planifiez la guerre, vous devriez abaisser la garde des autres nations en promouvant la paix. Une autre interprétation pourrait être que se préparer pour la paix peut amener quelqu'un d'autre à vous déclarer la guerre.
Fernando Pessoa a repris cette expression comme titre de l'une de ses cinq Fables pour les jeunes nations.

### Si vis pacem para pactum
L'idée de paix armée a pris une tournure inquiétante au début du XXe siècle avec l'accumulation d'armement par différentes nations. En 1907, The National Arbitration and Peace Congress, présidé par Andrew Carnegie, écrivait :

« Ces vastes arsenaux terrestres et marins sont défendus comme étant un moyen non pas de faire la guerre, mais de la prévenir [...] il y a une alternative plus sûre [...] elle demande seulement le consentement et la bonne volonté des gouvernements. Aujourd'hui ils disent [...] Si vous voulez la paix, préparez la guerre. Ce Congrès dit plutôt aux gens Si vis pacem, para pactum, si vous voulez la paix, entendez-vous pour garder la paix,. »

### Si vis pacem face bellum
« Si tu veux la paix, fais la guerre ». La paix armée ne fonctionne pas dans le cas où une nation ne veut pas la paix. Le pacifiste juif-allemand Richard Grelling, ayant déjà dénoncé l'entrée en guerre de l'Allemagne en 1914 dans J'Accuse (1915), écrivait en 1918, citant le discours The world must be safe for democracy de Woodrow Wilson : « [...] lorsque tous les autres moyens ont échoué [...] la libération du monde de la dominance militaire ne peut se faire, dans des cas extrêmes, qu'en combattant [...] à la place de si vis pacem para bellum, un autre principe semblable [...] peut devenir nécessaire : Si vis pacem, face bellum., »

### Si vis pacem para pacem
Le pacifisme, associé, au XIXe siècle, aux balbutiements du socialisme, s'est opposé aux grandes guerres des XIXe et XXe siècles. Dans ce contexte, le socialiste français Barthélemy Prosper Enfantin a écrit, le 2 avril 1841, une lettre au général Saint-Cyr Nugues dans laquelle il disait : « Le fameux dicton [...] me semble beaucoup moins vrai, pour le XIXe siècle, que Si vis pacem, para pacem. » en référence à l'Algérie. Enfantin affirme que la guerre aurait pu être évitée si une étude crédible de l'Algérie avait été faite.

## Dans la culture
La phrase a été utilisée et commentée largement en Europe et aux États-Unis. Pierre Larousse en dit dans un recueil de citations latines : « Cette maxime toute romaine est peu philosophique... Il est paradoxal de dire que les gros bataillons assurent la paix. Les peuples sont de grands enfants : quand on a de si belles armes, il se trouve toujours des fous qui brûlent de les essayer ».

### Armement

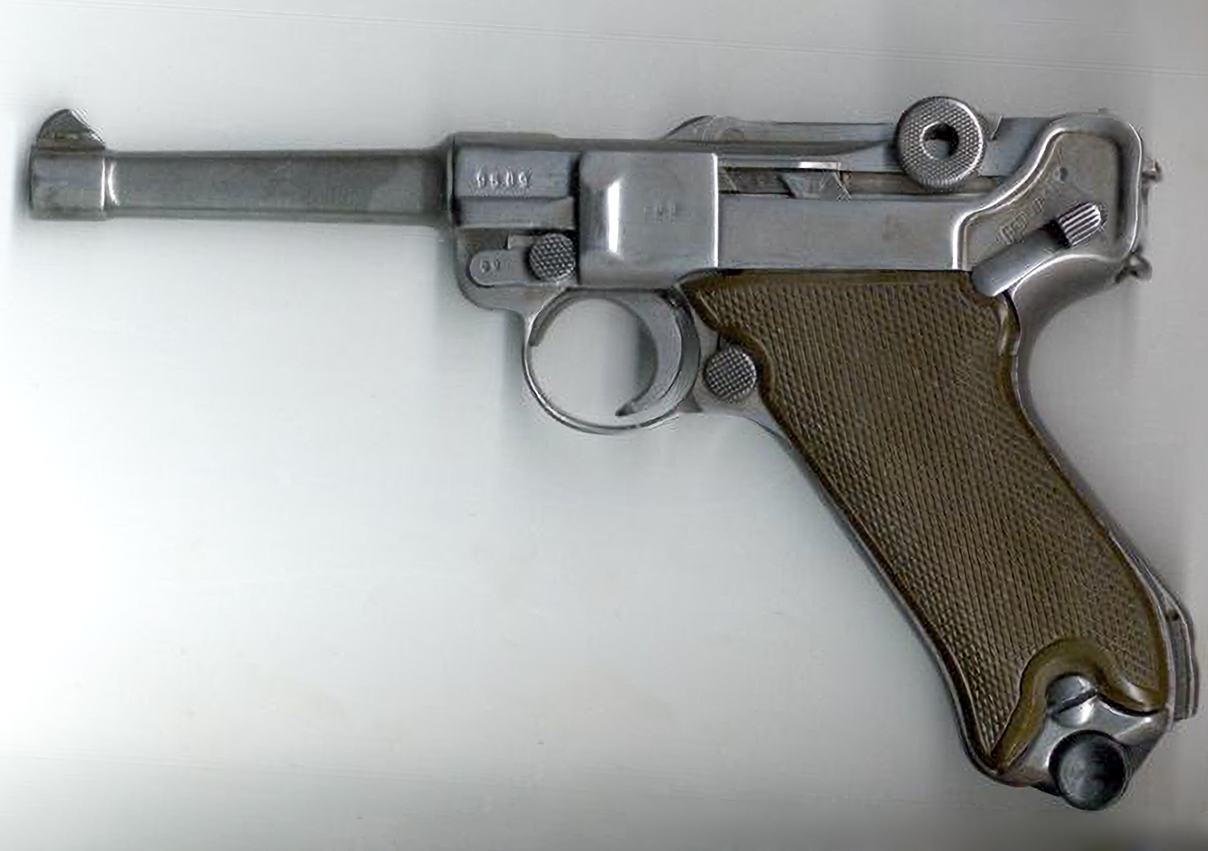
Le Luger Parabellum en calibre 9 mm Parabellum.

Une partie de l'adage a été utilisée par le fabricant d'arme allemand Deutsche Waffen und Munitionsfabriken (DWM) comme une marque déposée qui est la source du terme Parabellum concernant les armes à feu et les munitions.

### Bande dessinée
- Punisher : la phrase est régulièrement utilisée par l'antihéros Punisher dans les comics et le film de 2004.
- Astérix : dans l'album Astérix en Corse, sur la carte de Corse au début de l'album, deux camps romains s'appellent Sivispacemparabellum (Ouest) et Sivispacemparabellum (Est). Une référence évidente aux couples de casemates de la ligne Maginot. C'est aussi une référence à la guerre froide et au surarmement (nucléaire...) entre l'Est et l'Ouest[réf. nécessaire].

### Musique
- Le guitariste virtuose suédois Yngwie J. Malmsteen sorti en juillet 2021 un album nommé " Parabellum " sur lequel figure le morceau éponyme " (Si Vis Pacem) Parabellum ".
- Le rappeur Teddy Corona dans le titre "Guerre" de la Mafia K'1 Fry[9]
- Le chanteur, acteur et poète Jean-Roger Caussimon a signé et interprété  Si vis pacem (musique : Jean Marie Senia) en 1977.
- La chanson Prepare For War du groupe métal britannique Dragonforce aurait été nommée d'après la phrase.
- La chanson If You Want Peace Prepare For War du groupe de death metal mélodique finlandais Children Of Bodom aurait été nommée d'après la phrase aussi[réf. souhaitée].
- Le nom du groupe de rock alternatif français Parabellum provient également de cette citation, de même que leur album Si Vis Pacem, sorti en 2007.
- Le rappeur Booba l'utilise dans la musique Destinée, Qui veut la paix prépare la guerre j'te le rappelle, ainsi que dans Vaisseau Mère: Si tu veux la paix prépare la guerre.
- La chanson The Deceit du groupe de death metal symphonique Fleshgod Apocalypse contient cette phrase.
- La chanson du groupe américain Metallica Don't Tread on Me comprend la phrase « To secure  peace is to prepare for war », en référence à cette citation.
- Le groupe de rock Seether a nommé son album sorti en 2020 avec cette phrase.

### Films et télévision
- Dans John Wick Parabellum, troisième de la série, le personnage de Winston, dirigeant d'une guilde d'assassins s'est réfugié dans le coffre-fort au sous-sol de son hôtel Continental, situé dans le Flatiron Building de New York. Il emploie alors cet adage en attendant l'assaut ennemi. Le titre du film fait lui-même autant référence à cette locution qu'au modèle de pistolet et calibre[10].
- Dans l'épisode des Simpson Bart le génie, un des étudiants de l'école de surdoués utilise la phrase comme un exemple de paradoxe.
- Dans les premières minutes du film Layer Cake, la phrase est prononcée par le personnage de Daniel Craig.
- Dans le film Astérix et Obélix : Mission Cléopâtre, Jules César déclare également cette phrase.
- Dans la série Grimm, saison 1, épisode 18, un membre du Verrat, Edgar Waltz, lance cette phrase au capitaine Renard.
- Dans le film Thor, Odin prononce cette phrase devant ses deux fils quand il leur raconte sa bataille avec les géants du froid de Jotunheim.
- Cette phrase est également aperçue sur des vêtements et accessoires dans une scène du film Suicide Squad de l'univers cinématographique des studios DC.[Quoi ?]
- C’est également le titre de l’épisode 8 de la première saison de la série de science-fiction Star Trek: Discovery.
- Dans le film Astérix et Obélix : L'Empire du Milieu, Jules César redéclare cette phrase.
- Dans la série Balthazar, la capitaine Camille Costes prononce cette phrase dans le premier épisode de la saison 5.

### Sports
- La phrase est tatouée sur le bras gauche du joueur de football américain Jeremy Shockey.
- C'est le slogan de Triple H, lutteur de la WWE
- La phrase est tatouée sur le torse de Vincent Luis, triathlète français.

### Jeux vidéo
- Dans le jeu vidéo Tom Clancy's Rainbow Six: Siege, l'opération se déroulant en Italie porte le nom Para Bellum.

### Devises
- Devise de l'École de guerre.
- Devise de la Royal Navy